# Tonie Marshall
Tonie Marshall, född Anthony-Lee Caroline Julie Marshall 29 november 1951 i Neuilly-sur-Seine, Île-de-France, död 12 mars 2020 i Paris, var en fransk-amerikansk skådespelerska, filmregissör och manusförfattare.

## Utmärkelser
Marshall vann Césarpriset för bästa film 2000 för Vénus Beauté (Institut).

## Filmografi i urval
- 1972 – What a Flash! (roll)
- 1980 – Dumskallarna (roll)
- 1990 – Pentimento (regi)
- 1991 – Pas très catholique (manus och roll)
- 1999 – Vénus Beauté (Institut) (regi)
- 2008 – Passe-passe (manus och regi)
- 2014 – Tu veux ou tu veux pas (manus och regi)
- 2017 – Numéro une (manus och regi)